# لا مارتر، کبک
لا مارتر (به فرانسوی: La Martre) شهری در منطقه شهری لا اوت-کاسپزی ناحیه گاسپزی-ایل-دو-لا-مادلن در استان کبک کانادا است. در سرشماری سال ۲۰۱۱ این شهر ۲۴۴ نفر جمعیت داشته‌است و مساحت آن ۱۸۵٫۶۹ کیلومتر مربع است.